# Anthopleura dowii
Anthopleura dowii är en havsanemonart som beskrevs av Addison Emery Verrill 1869. Anthopleura dowii ingår i släktet Anthopleura och familjen Actiniidae. Inga underarter finns listade i Catalogue of Life.